# Sunrise: A Song of Two Humans
Sunrise, in het Nederlands uitgebracht onder de titel Zonsopgang, is een stomme film uit 1927. 
Het was F.W. Murnau’s eerste film in Amerika. Het was, samen met Wings, de eerste film die ooit de Oscar voor beste film kreeg. De productie wordt tegenwoordig gezien als een van de beste Amerikaanse stomme films met in de hoofdrollen acteur George O'Brien en actrices Janet Gaynor en Margaret Livingston. 
Het verhaal gaat over een man die van zijn minnares z’n vrouw moet vermoorden maar als hij dat gaat doen helemaal weer opnieuw verliefd op haar wordt. 

## Rolverdeling
| Acteur               | Personage         | Nota       |
| -------------------- | ----------------- | ---------- |
| George O'Brien       | Man               |            |
| Janet Gaynor         | Vrouw             |            |
| Margaret Livingston  | stadsvrouw        |            |
| Bodil Rosing         | meid              |            |
| J. Farrell MacDonald | fotograaf         |            |
| Ralph Sipperly       | barbier           |            |
| Jane Winton          | manicure          |            |
| Arthur Housman       | opdringere man    |            |
| Eddie Boland         | vriendelijke man  |            |
| Sally Eilers         | vrouw             | uncredited |
| Gino Corrado         | eigenaar kapsalon | uncredited |
| Herman Bing          | trambestuurder    | uncredited |
| Gibson Gowland       | boze chauffeur    | uncredited |
| Barry Norton         | ballroomdanser    | uncredited |